# Europamästerskapen i rodd 2020
Europamästerskapen i rodd 2020 var den 77:e upplagan av Rodd-EM, och ägde rum på Maltasjön i Poznań i Polen mellan den 9 och 11 oktober 2020. Tävlingen arrangerades i 22 grenar.
EM var tänkt att äga rum mellan 5 och 7 juni 2020, men fick flyttas fram på grund av coronaviruspandemin. Storbritannien deltog inte på grund av pandemin.
Det var fjärde gången EM i rodd arrangerades i Poznań (tidigare 1958, 2007 och 2015). Även rodd-VM arrangerades i Poznań 2009 och Maltasjön har också varit värd för världscupen i rodd flera gånger.

## Medaljörer
Medaljörerna från A-finalerna listas här. Sex båtar tävlade i finalerna efter att ha kvalificerat sig genom försöksheat, återkval och semifinaler. Banans längd var 2000 meter i alla lopp.

### Herrar
| Gren                    | Guld | Tid     | Silver | Tid     | Brons | Tid     |
| ----------------------- | --- | ------- | --- | ------- | --- | ------- |
| Singelsculler (M1x)     | Sverri Sandberg Nielsen Danmark | 6.50,22 | Natan Węgrzycki-Szymczyk Polen | 6.51,23 | Kjetil Borch Norge | 6.51,63 |
| Dubbelsculler (M2x)     | Nederländerna (NED) Melvin Twellaar Stef Broenink | 6.18,69 | Schweiz (SUI) Barnabé Delarze Roman Röösli | 6.20,79 | Irland (IRL) Daire Lynch Ronan Byrne | 6.21,28 |
| Scullerfyra (M4x)       | Nederländerna (NED) Dirk Uittenbogaard Abe Wiersma Tone Wieten Koen Metsemakers                                                                                  | 5.39,44 | Italien (ITA) Luca Chiumento Simone Venier Luca Rambaldi Giacomo Gentili | 5.43,88 | Litauen (LTU) Dovydas Nemeravičius Martynas Džiaugys Dominykas Jančionis Aurimas Adomavičius                                                            | 5.47,51 |
| Tvåa utan styrman (M2-) | Rumänien (ROU) Marius Cozmiuc Ciprian Tudosă | 6.26,52 | Kroatien (CRO) Martin Sinković Valent Sinković | 6.29,46 | Italien (ITA) Matteo Lodo Giuseppe Vicino | 6.30,55 |
| Fyra utan styrman (M4-) | Nederländerna (NED) Jan van der Bij Boudewijn Röell Sander de Graaf Nelson Ritsema                                                                               | 6.01,70 | Italien (ITA) Marco Di Costanzo Giovanni Abagnale Bruno Rosetti Matteo Castaldo | 6.04,05 | Polen (POL) Mateusz Wilangowski Mikołaj Burda Marcin Brzeziński Michał Szpakowski                                                                       | 6.05,08 |
| Åtta med styrman (M8+)  | Tyskland (GER) Johannes Weißenfeld Laurits Follert Olaf Roggensack Torben Johannesen Jakob Schneider Malte Jakschik Richard Schmidt Hannes Ocik Martin Sauer (c) | 5.31,15 | Rumänien (ROU) Alexandru Chioseaua Florin-Sorin Lehac Constantin Radu Sergiu-Vasile Bejan Vlad Dragoș Aicoboae Constantin Adam Florin Arteni-Fîntînariu Ciprian Huc Adrian Munteanu (c) | 5.32,93 | Nederländerna (NED) Bjorn van den Ende Ruben Knab Kaj Hendriks Simon van Dorp Jasper Tissen Bram Schwarz Mechiel Versluis Robert Lücken Aranka Kops (c) | 5.34,21 |
| Lättvikt                | |         | |         | |         |
| Singelsculler (LM1x)    | Kristoffer Brun Norge | 6.58,75 | Niels Torre Italien | 6.59,11 | Fintan McCarthy Irland | 7.02,15 |
| Dubbelsculler (LM2x)    | Italien (ITA) Stefano Oppo Pietro Ruta | 6.22,80 | Tyskland (GER) Jonathan Rommelmann Jason Osborne | 6.22,93 | Belgien (BEL) Niels Van Zandweghe Tim Brys | 6.23,77 |
| Scullerfyra (LM4x)      | Italien (ITA) Catello Amarante Antonio Vicino Patrick Rocek Gabriel Soares                                                                                       | 6.01,01 | Tyskland (GER) Julian Schneider Eric Magnus Paul Jonathan Schreiber Joachim Agne | 6.04,49 | Österrike (AUT) Alexander Maderner Lukas Kreitmeier Sebastian Kabas Philipp Kellner                                                                     | 6.10,12 |
| Pararodd                | |         | |         | |         |
| Singelsculler (PR1 M1x) | Roman Poljanskyj Ukraina | 9:34.54 | Aleksej Tjuvasjev Ryssland | 9:47.83 | Marcus Klemp Tyskland | 9:59.42 |

### Kvinnor
| Gren                    | Guld | Tid      | Silver | Tid      | Brons | Tid              |
| ----------------------- | --- | -------- | --- | -------- | --- | ---------------- |
| Singelsculler (W1x)     | Sanita Pušpure Irland | 7.36,04  | Magdalena Lobnig Österrike | 7.38,46  | Anneta Kyridou Grekland | 7.39,97          |
| Dubbelsculler (W2x)     | Rumänien (ROU) Nicoleta-Ancuţa Bodnar Simona Radiș | 6.57,86  | Nederländerna (NED) Roos de Jong Lisa Scheenaard | 7.03,47  | Frankrike (FRA) Hélène Lefebvre Élodie Ravera-Scaramozzino | 7.05,05          |
| Scullerfyra (W4x)       | Nederländerna (NED) Laila Youssifou Inge Janssen Olivia van Rooijen Nicole Beukers                                                                                           | 6.25,66  | Tyskland (GER) Daniela Schultze Carlotta Nwajide Frieda Hämmerling Franziska Kampmann                                                                                 | 6.26,75  | Polen (POL) Katarzyna Boruch Marta Wieliczko Agnieszka Kobus-Zawojska Katarzyna Zillmann                                                                                    | 6.27,87          |
| Tvåa utan styrman (W2-) | Rumänien (ROU) Adriana Ailincai Iuliana Buhuș | 7.17,19  | Spanien (ESP) Aina Cid Virginia Díaz Rivas | 7.18,82  | Grekland (GRE) Maria Kyridou Christina Bourmpou | 7.20,24          |
| Fyra utan styrman (W4-) | Nederländerna (NED) Ellen Hogerwerf Karolien Florijn Ymkje Clevering Veronique Meester                                                                                       | 6.35,49  | Italien (ITA) Aisha Rocek Kiri Tontodonati Alessandra Patelli Chiara Ondoli                                                                                           | 6.40,84  | Irland (IRL) Aifric Keogh Eimear Lambe Aileen Crowley Fiona Murtagh | 6.41,21          |
| Åtta med styrman (W8+)  | Rumänien (ROU) Maria-Magdalena Rusu Viviana Iuliana Bejinariu Georgiana Dedu Amalia Bereș Ioana Vrînceanu Maria Tivodariu Mădălina Bereș Denisa Tîlvescu Daniela Druncea (c) | 6.14,75  | Tyskland (GER) Sophie Oksche Melanie Göldner Anna Härtl Alexandra Höffgen Alyssa Meyer Frauke Hundeling Marie-Cathérine Arnold Tabea Schendekehl Larina Hillemann (c) | 6.16,95  | Nederländerna (NED) Elsbeth Beeres Maartje Damen Dieuwertje den Besten Tessa Dullemans Hermijntje Drenth Tinka Offereins Aletta Jorritsma Karien Robbers Dieuwke Fetter (c) | 6.17,38          |
| Lättvikt                | |          | |          | |                  |
| Singelsculler (LW1x)    | Martine Veldhuis Nederländerna | 7.48,95  | Sofia Meakin Schweiz | 7.50,03  | Paola Piazzolla Italien | 7.52,38          |
| Dubbelsculler (LW2x)    | Nederländerna (NED) Marieke Keijser Ilse Paulis | 6.58,07  | Italien (ITA) Valentina Rodini Federica Cesarini | 6.59,80  | Rumänien (ROU) Ionela-Livia Cozmiuc Gianina Beleagă | 7.00,60          |
| Scullerfyra (LW4x)      | Italien (ITA) Giulia Mignemi Silvia Crosio Greta Martinelli Arianna Noseda                                                                                                   | 6.37,90  | Tyskland (GER) Elisabeth Mainz Marion Reichardt Cosima Clotten Katrin Volk                                                                                            | 6.44,51  | Ingen tilldeldad | Ingen tilldeldad |
| Pararodd                | |          | |          | |                  |
| Singelsculler (PR1 W1x) | Nathalie Benoit Frankrike | 10.51,68 | Anna Sheremet Ukraina | 11.02,17 | Sylvia Pille-Steppat Tyskland | 11.17,90         |

### Mixade grenar i pararodd
| Gren                         | Guld                                                                                            | Tid      | Silver                                                                                           | Tid      | Brons                                                                                          | Tid      |
| ---------------------------- | ----------------------------------------------------------------------------------------------- | -------- | ------------------------------------------------------------------------------------------------ | -------- | ---------------------------------------------------------------------------------------------- | -------- |
| Dubbelsculler (PR2 Mix2x)    | Nederländerna (NED) Annika van der Meer Corné de Koning                                         | 8.19,77  | Ukraina (UKR) Svitlana Bohuslavska Iaroslav Koiuda                                               | 8.26,55  | Polen (POL) Jolanta Majka Michal Gadowski                                                      | 8.29,03  |
| Fyra med styrman (PR3 Mix4+) | Italien (ITA) Cristina Scazzosi Alessandro Brancato Lorenzo Bernard Greta Muti Lorena Fuina (c) | 7:19.670 | Ukraina (UKR) Alexandra Polianska Dariia Kotyk Stanislav Samoliuk Maksym Zhuk Yuliia Malasay (c) | 7:22.830 | Frankrike (FRA) Guylaine Marchand Margot Boulet Rémy Taranto Antoine Jesel Robin Le Barreu (c) | 7:24.430 |

## Medaljtabell
*   Värdland ( Polen)
| Nr                   | Nation               | Guld | Silver | Brons | Totalt |
| -------------------- | -------------------- | ---- | ------ | ----- | ------ |
| 1                    | Nederländerna        | 8    | 1      | 2     | 11     |
| 2                    | Italien              | 4    | 5      | 2     | 11     |
| 3                    | Rumänien             | 4    | 1      | 1     | 6      |
| 4                    | Tyskland             | 1    | 5      | 2     | 8      |
| 5                    | Ukraina              | 1    | 3      | 0     | 4      |
| 6                    | Irland               | 1    | 0      | 3     | 4      |
| 7                    | Frankrike            | 1    | 0      | 2     | 3      |
| 8                    | Norge                | 1    | 0      | 1     | 2      |
| 9                    | Danmark              | 1    | 0      | 0     | 1      |
| 10                   | Schweiz              | 0    | 2      | 0     | 2      |
| 11                   | Polen*               | 0    | 1      | 3     | 4      |
| 12                   | Österrike            | 0    | 1      | 1     | 2      |
| 13                   | Kroatien             | 0    | 1      | 0     | 1      |
| 13                   | Ryssland             | 0    | 1      | 0     | 1      |
| 13                   | Spanien              | 0    | 1      | 0     | 1      |
| 16                   | Grekland             | 0    | 0      | 2     | 2      |
| 17                   | Belgien              | 0    | 0      | 1     | 1      |
| 17                   | Litauen              | 0    | 0      | 1     | 1      |
| Totalt (18 nationer) | Totalt (18 nationer) | 22   | 22     | 21    | 65     |